# 黑斯廷斯山
85°34′S 154°10′W / 85.567°S 154.167°W
黑斯廷斯山（英語：Mount Hastings），是南極洲的山峰，位於阿蒙森海岸，處於里格比山東南面4公里的斯科特冰川西岸，屬於卡羅山脈的一部分，由美國探險隊發現，現時由南極條約體系管理。